# Comuna Bortkiv, Zolociv
Bortkiv (în ucraineană Бортків) este o comună în raionul Zolociv, regiunea Liov, Ucraina, formată din satele Bortkiv (reședința), Mala Vilșanka și Sknîliv.

## Demografie
Componența lingvistică a comunei Bortkiv
     Ucraineană (99,76%)
     Alte limbi (0,24%)
Conform recensământului din 2001, majoritatea populației comunei Bortkiv era vorbitoare de ucraineană (99,76%), existând în minoritate și vorbitori de alte limbi.